# Sarcoglottis glaucescens
Sarcoglottis glaucescens är en orkidéart som beskrevs av Rudolf Schlechter. Sarcoglottis glaucescens ingår i släktet Sarcoglottis och familjen orkidéer. Inga underarter finns listade i Catalogue of Life.